# Sphenacodontidae
A Sphenacodontidae kicsi és nagy méretű, a késő karbontól a középső perm földtörténeti korban élt fejlett ragadozó pelycosaurusok egy családja, az emlősök ősei. Korai formáik, mint a Haptodus általában kis méretűek voltak (60-100 centiméter), a kora perm során azonban nagyobb, három méteres vagy annál is nagyobb testhosszú fajok is kifejlődtek és a kor csúcsragadozóivá váltak.
Koponyájuk hosszú, mély és keskeny volt, így erős állkapocscsontokat fejleszthettek ki. Az első fogak hosszúak és tőrszerűek voltak, az oldalsó és hátsó fogak jóval kisebbek. (A Dimetrodon erről kapta görög nevét, amely "kétsorfogút" jelent).
A csoport több nagyméretű tagját (Secodontosaurus, Ctenospondylus, Dimetrodon) a magas hátvitorla jellemzi, amely meghosszabbodott gerinccsigolyákból és bőrből állt és valószínűleg a hőszabályozást segítette. A túlélésükhöz azonban nem volt elengedhetetlen: a Sphenacodon nemnek például, amelynek fosszíliái Új-Mexikóból ismertek, nem volt hátvitorlája, miközben a nagyon hasonló és közeli rokon, a mai Texas területén élt Dimetrodonnnak volt. A perm időszak idején e két területet sekély tenger választotta el egymástól, ez azonban nem nyújt magyarázatot arra, miért volt hátvitorlája az egyik csoportnak és miért nem volt a másiknak..
A Sphenacodontidae család parafiletikus (azaz nem tartalmazza a legkésőbbi közös őst és valamennyi leszármazottját), mert eredetileg közös primitív synapsida (emlősszerűek) tulajdonságok alapján sorolták az ide tartozó csoportokat egy családba. Ezek az állatok evolúciós átmenetet képeznek az emlősszerűek és a korai Therapsidák között. A Sphenacodontia klád fogja össze monofiletikusan a sphenacodontidákat és valamennyi leszármazottjukat, beleértve az emlősöket is. A Sphenacodontidae név ugyanakkor szűkebb értelemben csak a specializálódott pelycosaurusokat takarja, a család fejletlenebb változatai nélkül, mint a Haptodus, Palaeohatteria, Pantelosaurus és Cutleria. (A kladisztika módszereinek megjelenése előtt mind egy csoportba tartoztak, a Haptodus nembe.) Laurin és Reisz 1997-es meghatározása szerint a Sphenacodontoidea klád a Sphenacodontidae és a Therapsidák legkésőbbi közös ősét és valamennyi leszármazottjukat tartalmazza, és a koponya bizonyos jellegzetességei különböztetik meg.
Sphenacodontida maradványokat eddig csak Észak-Amerikában és Európában találtak.